# 新京成電鉄800形電車
新京成電鉄800形電車（しんけいせいでんてつ800がたでんしゃ）は、1971年に登場した新京成電鉄の通勤形電車。
本項では北総開発鉄道（現・北総鉄道）に一時期譲渡された編成についても記述する。

## 概要
1971年（昭和46年）から1975年（昭和50年）にかけて制御電動車 (Mc) のモハ800形801 - 818、付随車 (T) のサハ850形および制御車 (Tc) のクハ850形851 - 868からなる36両が日本車輌製造で製造された。1971年に落成した1次車4両は埼玉県川口市にあった日本車輌東京支店（蕨工場）で製造中に工場が日本国有鉄道（国鉄）豊川分工場跡地への移転に伴い閉鎖されたため、製造途中の鋼体を愛知県名古屋市熱田区にあった本店（熱田工場）に運んで艤装され、同年3月30日より運用を開始した。翌1972年（昭和47年）に落成した2次車は本店で、3次車以降は移転した豊川蕨工場（現：豊川製作所、愛知県豊川市）で製造された。
新京成電鉄最初の自社発注車は1970年（昭和45年）に東急車輛製造で製造されたモハ250形およびサハ550形であるが、これらは機器類を京成の旧型車から流用したものであり、実質的なものは当形式となる。形式は、京成電鉄・新京成電鉄でともに空いている番号を選び、かつ「末広がり」という理由で800形と設定された。
入線当初は閑散時モハ - サハ - サハ - モハの4輌、ラッシュ時にモハ - クハを増結していたが、利用客増加に伴い終日6輌編成で運用されるようになった。
京成高砂駅 - 京成津田沼駅間で京成本線を自力回送したことがある。
後年になって中間電動車および付随車への改造や老朽化による廃車が行われ、2010年（平成22年）時点では8両編成2本の16両が在籍していたが、7月17日のダイヤ改正により残りの2本も廃車されることになった。

### 車体
全長18,000mm（車体長17,500mm）・幅2,744mmの普通鋼製車体である。側面の窓配置はd1D4D4D2（dは乗務員扉、Dは客用扉、数字は窓の枚数を表す）で、客用扉は小窓の片開き式、客用窓は下段上昇・上段下降の2段式である。なお客用扉の小窓は京成3100形電車 (初代)の3121－3124編成と同じサイズとなっている（同編成は冷房改造後に大窓に交換された）。雨樋位置を高くした張上げ屋根構造になっており、屋上にはグローブ式ベンチレーター（通風器）が設けられた（室内に東芝製扇風機を設置）。
全長や前照灯の位置に違いはあるものの、全体的に当時新京成電鉄の主力車両であった、元京成電鉄の旧型車に準じたデザインとなっている。
登場時の塗色は当時の標準色であった「キャンディピンク（上半分）/マルーン（下半分）」。1980年（昭和55年）よりその当時の標準色の「アイボリー（全体）/ブラウン（帯）」。

### 機器類
- 制御方式：電動カム軸多段式1C4M抵抗制御（三菱電機製ABFM-124型制御装置）、直並列制御、弱め界磁制御
- 電動機：直流直巻電動機、出力120kW、端子電圧750V（三菱電機製MB-3183A型）
- 駆動方式・歯車比：WN平行カルダン駆動・82:15 (5.47)
- ブレーキ：（旧）自動空気ブレーキ→（新）発電ブレーキ併用電磁直通空気ブレーキ（HSC-D形）
- 台車：住友金属工業製ペデスタル（軸ばね）方式軸箱支持+外吊り方式枕ばね（コイルばね）台車（電動車 (M)：FS329S2型・付随車 (T)：FS329S1型）
- 編成：4両固定（MT比2M2T）+2両固定(MT比1M1T)→6両固定(MT比4M2T)と8両固定（MT比5M3T）
- 起動加速度：2.4km/h/s（当初の3M3T編成で）→3.0km/h/s（4M2T・5M3T）
- 保安装置：新京成電鉄・京成電鉄・北総鉄道・京浜急行電鉄・芝山鉄道・東京都交通局（都営地下鉄）浅草線で使用されている1号型ATS及びC-ATS
- 冷房装置：三菱電機製CU-15A型分散式冷房装置（能力10,500kcal/h（44.1kWh））×3基/両（1両31,500kcal/h≒132.3kWh）

## 更新工事
第一次車が1985年（昭和60年）6月11日より冷房化改造の上運用に復帰して以降1989年（平成元年）まで冷房化改造を含む更新工事が行われ、同年6月21日をもって新京成電鉄に所属する列車の冷房化100%を達成した。
- 冷房装置の搭載…京成3200形更新車と同様の集約分散式の能力10,500kcal/h（44.1kWh）の装置、CU-15Aを3基搭載した。（1両31,500kcal/h≒132.3kWh）あわせてグローブ式ベンチレータを撤去、室内の東芝製扇風機は冷風撹拌のため再利用された。
- 貫通扉の廃止…利用者増に伴い常時6両編成で運用されるようになったため、更新工事前の時点（1982年から開始[7]）で両端の電動車は貫通扉を溶接固定し、貫通幌を撤去し[8]、正面では尾灯の交換や行先表示器の設置もされていた。最初に改造された802編成は冷房化されないまま新塗装化されていてもジャンパー栓受け箱は撤去されていたが、貫通扉はまだ固定されていなかったため、ドアノブは残っていた。だが、806編成は旧塗装の状態でも扉を固定していた。それはノブの有無で判別できる[9]。
- 乗務員室機器配置を8000形と同様に改造したほか、1段高くなっていた運転席側の床を助士席側と同様の高さに合わせるとともに乗務員室扉も8000形と同じものに交換した。この改造のために上記の貫通扉固定が施された。
- 中間組み込み車の運転台撤去…ただし機器、前照灯および尾灯、仕切戸撤去に留まる軽微なものである。802編成では乗務員室扉が残されたが、806編成からは扉を撤去して固定窓を設置した。この改造によりクハ850形は車両番号をそのままにしてサハ850形に形式変更された。この際に助士席側は開放された状態とされた。
- 落成時からの自動空気ブレーキからHSC-D形発電ブレーキ併用電磁直通空気ブレーキに改造された。

1988年（昭和63年）からは一部編成の8両化も実施されるようになり、804 - 805編成の組成を解消し中間車化した上で他編成に組み込んだ。この時の改造車は運転台を完全に撤去して客室とされた。8両となった編成は再度前面が改造され、方向幕の移設、側面にも方向幕の設置、前照灯と尾灯の移設（京成3200形電車更新車のような配置）がされたほか、幌枠のようなステンレスの飾りが取り付けられた。6両のまま残った編成についても追って同様の改造が実施されたが、前面行先表示器が従来の後付け手動式のままで前照灯・尾灯が移設された形状を経て現行の形状とされた編成（802編成など）もあった。
- 空気圧縮機を8000形と共通のC-2000Mに交換。一部は交流電源を持っていた200形や500形から流用した。

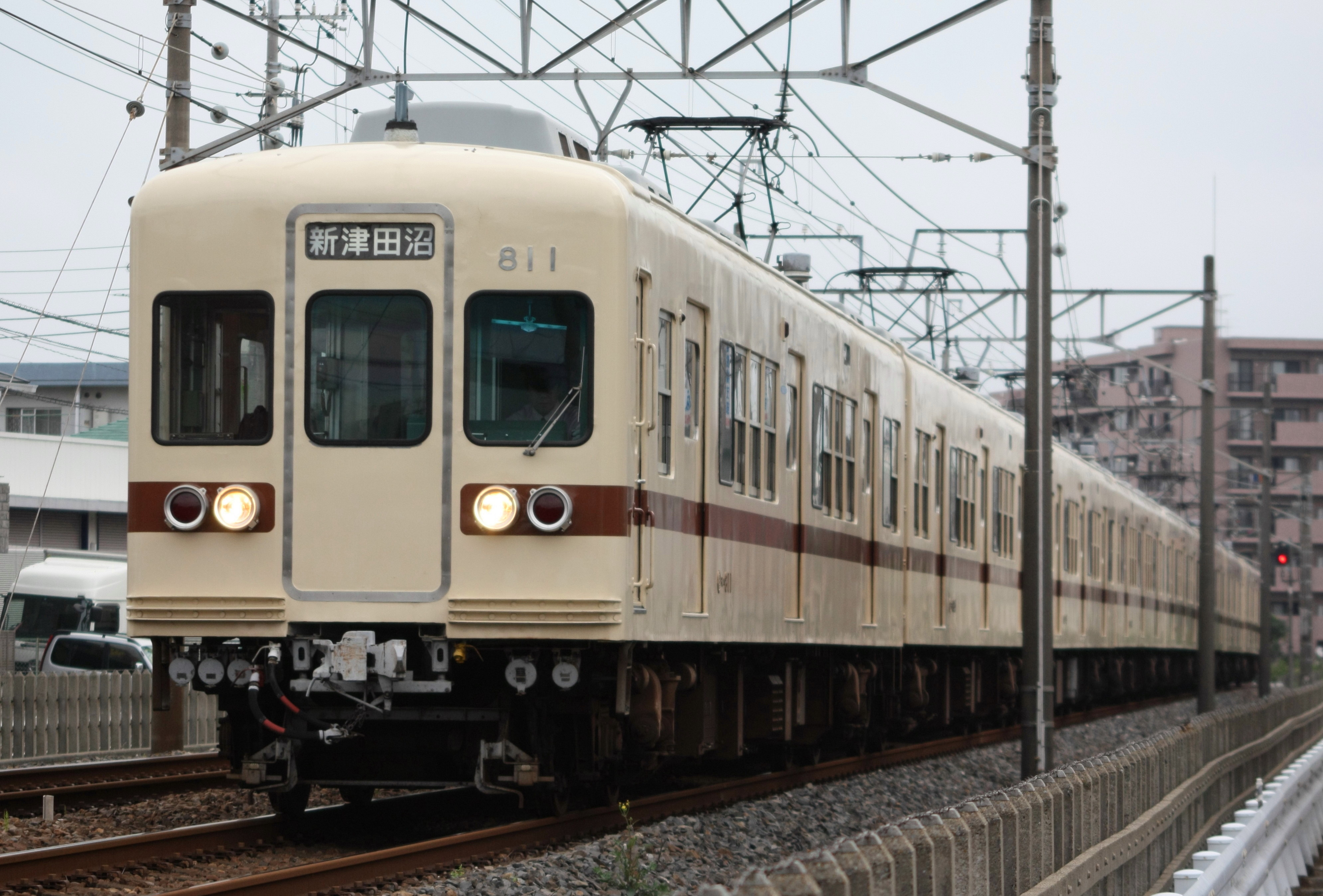
8両編成化された811編成。 （2009年8月17日）
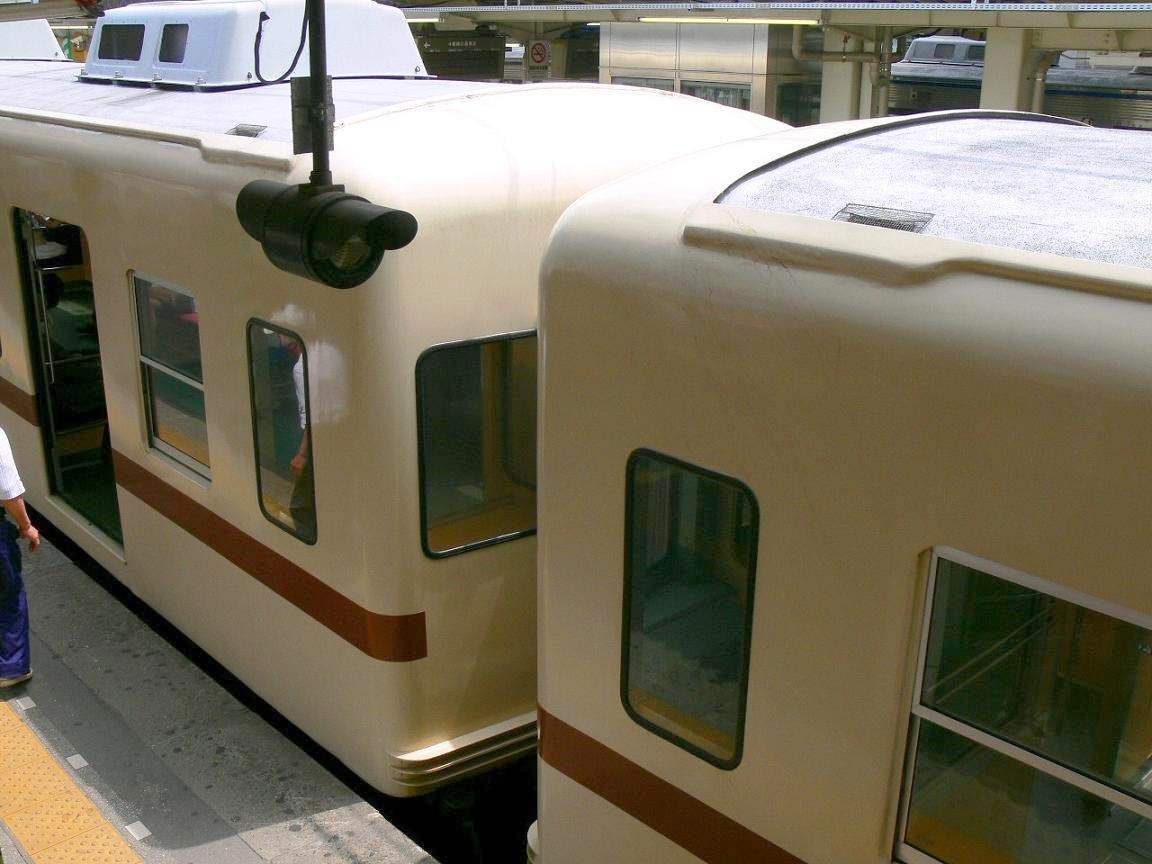
運転台撤去が行われた中間組み込み車。 （2006年8月11日）
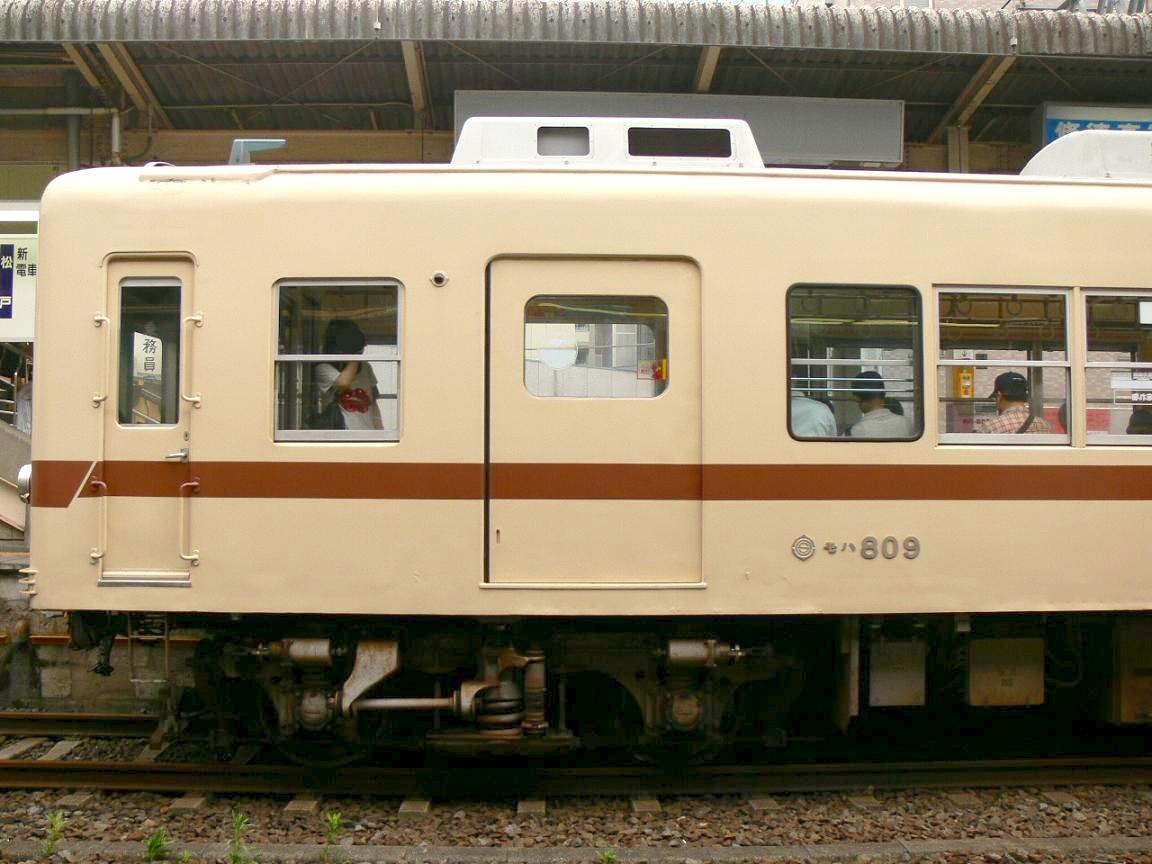
モハ809の側面。 （2006年8月11日）

## 北総への譲渡と新京成への復帰（1991年 - 1992年）
1991年（平成3年）の北総開発鉄道II期線（高砂 - 新鎌ヶ谷間）開業に伴い、北総持ちの新京成電鉄新京成線（現・京成松戸線）松戸直通列車用に806編成が譲渡され、塗装はそのままで北総800形となった。だが、翌1992年（平成4年）の新京成⇔北総の相互直通運転の廃止に伴い北総から除籍され、新京成が買い戻した。
北総へ譲渡されていた時期は当然新京成の社章プレートが撤去されていたが、新京成復帰に際して車番を切り抜き文字から後の8900形と同様のステンレス板へのペイント文字（ただし「モハ・サハ」の記号は記載せず）とし、合わせて社章を復活させた。この編成のみステンレス製幌枠の飾りは光沢になっている（他の編成はつや消し）。

## 出力増強に伴う編成替え（1995年）
1995年（平成7年）には、翌1996年（平成8年）に控えた東葉高速鉄道東葉高速線の開業(4/26開業)に先立ち、新京成線のダイヤ改正を実施し、加速度強化および従来の最高速度75km/hから85km/hに対応させるため、MT比向上による出力増強が実施されることになった。
この改造では、8900形8928編成(2次車)導入により余剰となる8両編成1本のうち制御電動車4両を中間車化した上で他の4編成に組み込む（付随車1両と交換）ことにより、編成から外れた付随車8両は廃車・解体とされた。なお、編成中間に組み込まれた制御電動車は運転台のあった部分を切断し、解体処分となる付随車の切妻の構体を接合する改造を実施した。

## 車内塗装（1997年）
内装はかつての京成車両のようなベージュのデコラ張りだったが、汚れが目立つようになっていたこともあり、1997年からクリームイエローに塗装されるようになった。806編成から始まり、全編成に施工された。ただし、客用扉の室内側はステンレス無塗装のままである。

## 廃車・その他

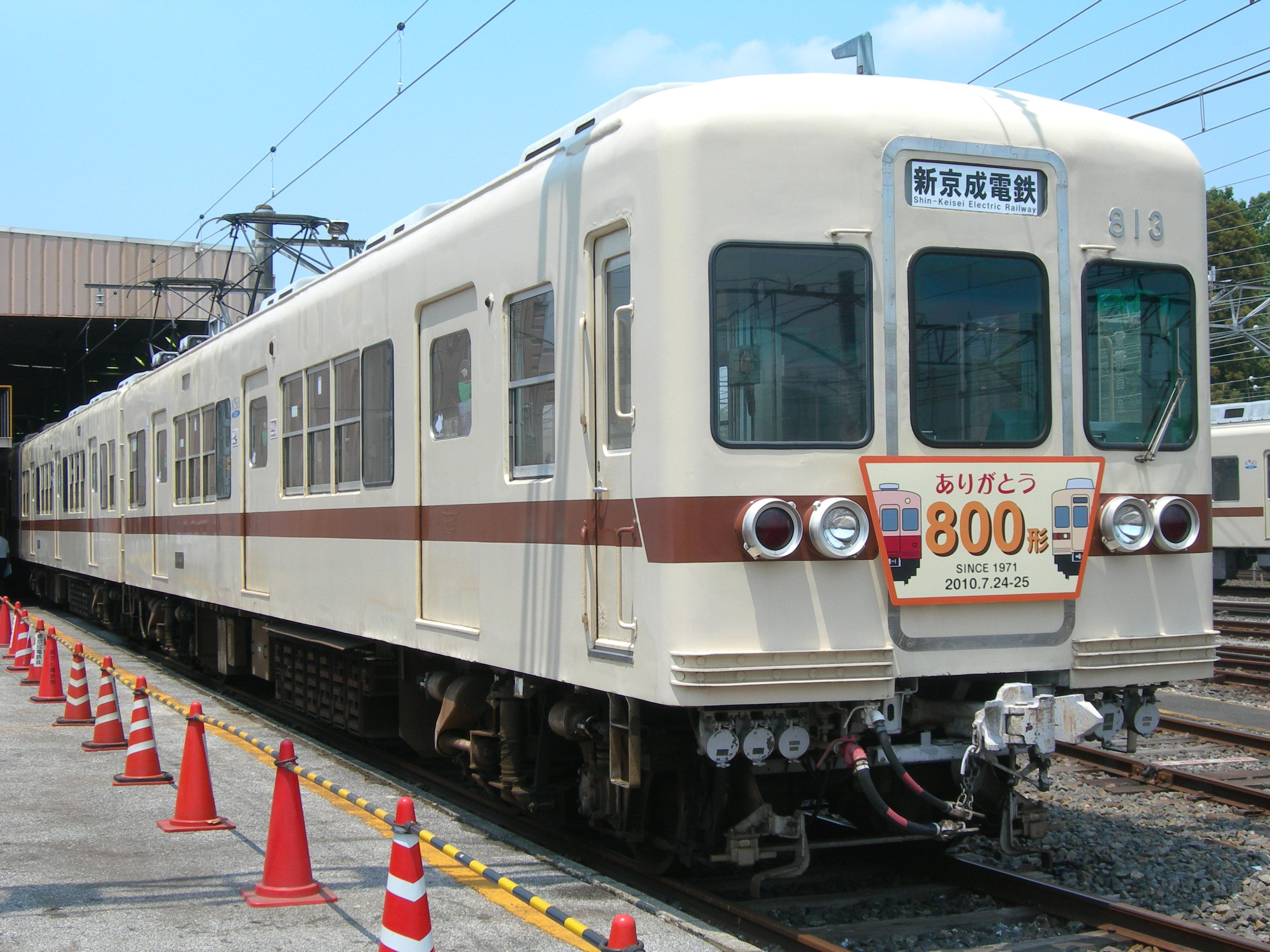
「さよなら800形」イベントでの806編成

2004年(平成16年)下期ごろ本形式は落成から30年以上経過し老朽化が進行しているため、後継のN800形に置き換えられることになり、2005年（平成17年）6月に802編成が廃車・解体された。
なお、暫定的に6両編成1本（818編成）が2006年（平成18年）12月10日から開始された京成千葉線との直通運転に使用される予定だったが、その後8800形の一部編成を6両化して直通運転に使用する計画に変更され、800形の直通運転は中止となった。818編成は8800形8両編成3本を6両編成4本に組成変更した後、2007年（平成19年）1月中旬に廃車・解体された。
806編成・810編成についても、2010年（平成22年）7月17日に実施されたダイヤ修正で朝ラッシュ時の運転間隔を現行の4分毎から4分30秒毎に変更されたのにともない、定期運用から離脱した。そして翌週の7月24・25日に事前申込制の「さよなら800形イベント」が開催され、営業運転を終了した。
その他、くぬぎ山研修所内に本形式のシミュレータが、中間車化で切断された先頭部(807号車)を活用して設置されており、年1回の車両基地公開日には一般公開されている。